# Portrait d'un jeune homme au chapeau rouge
Le Portrait d'un jeune homme au chapeau rouge est une peinture à l'huile sur panneau de bois (92,1 × 73 cm) du Pontormo datant d'environ 1530, exposée par la National Gallery de Londres de 2008 à 2015, acquise à cette date par le collectionneur américain J. Tomilson Hill et, privée de licence d'exportation, conservée depuis 2017 dans un stockage à température contrôlée au Royaume-Uni. 

## Voir aussi

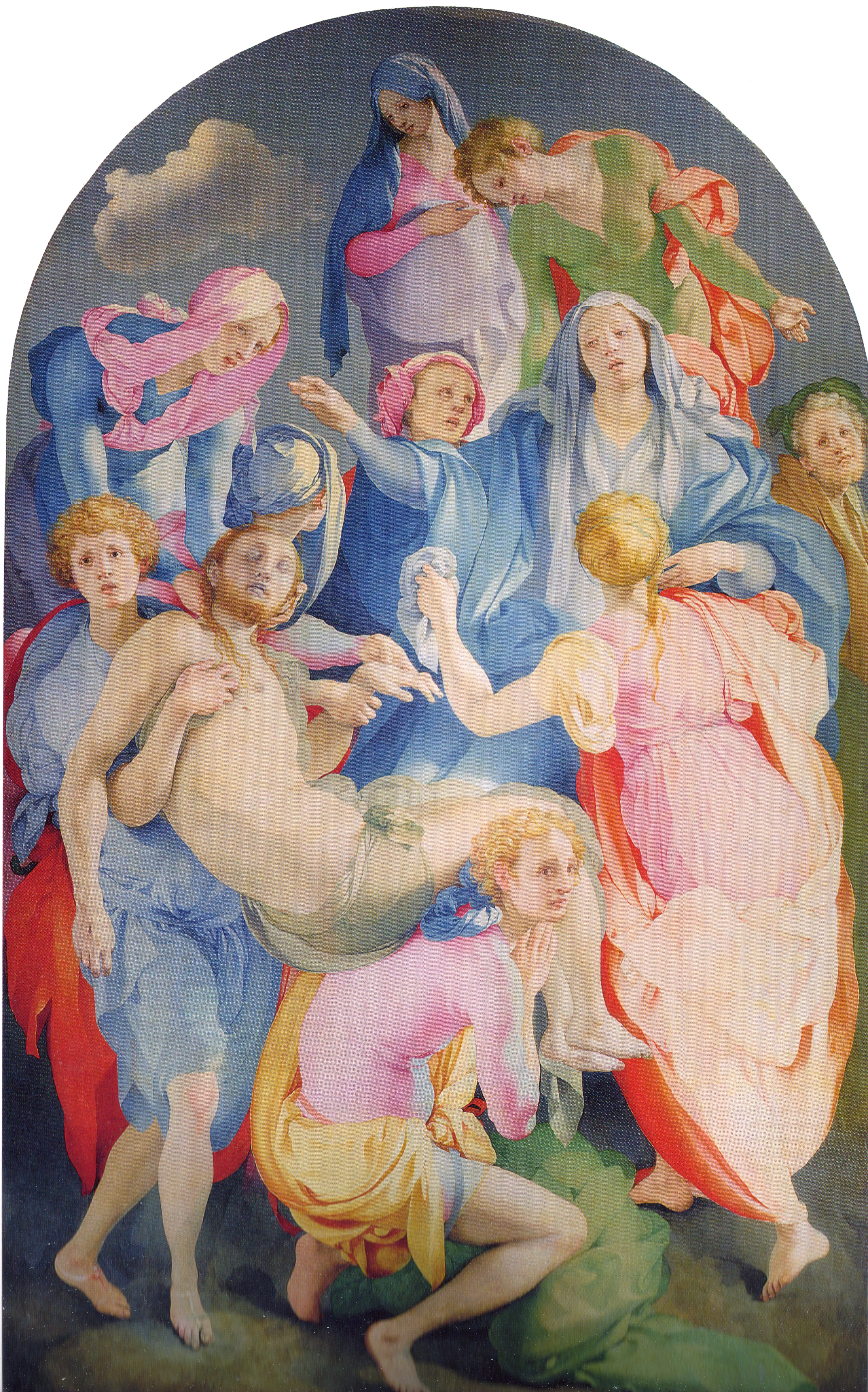
La Déposition (1525-1528), Pontormo, chapelle Capponi de l'église Santa Felicita de Florence
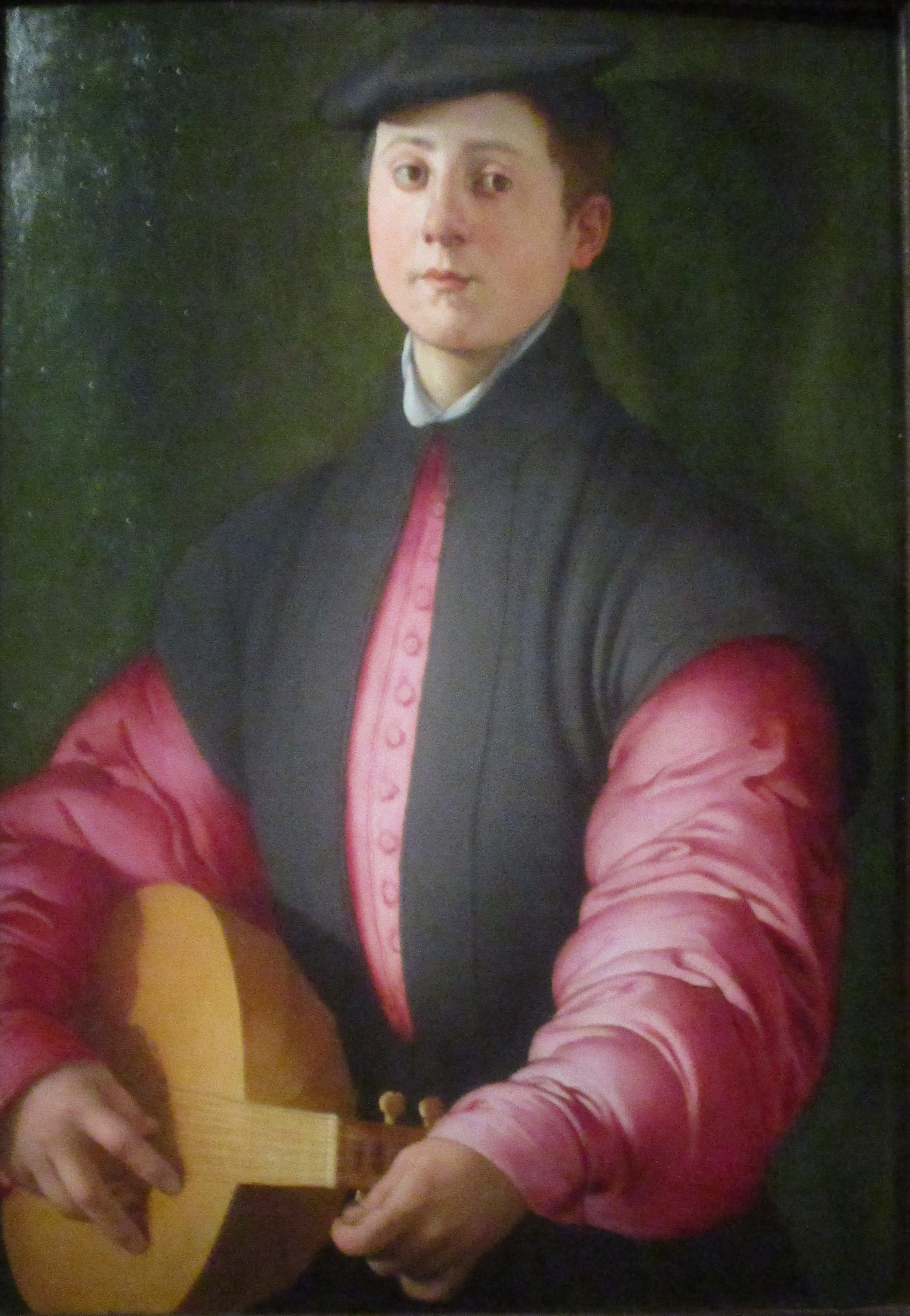
Portrait d'un joueur de luth (1529-1530), Pontormo, collection Alana, Newark (Delaware)
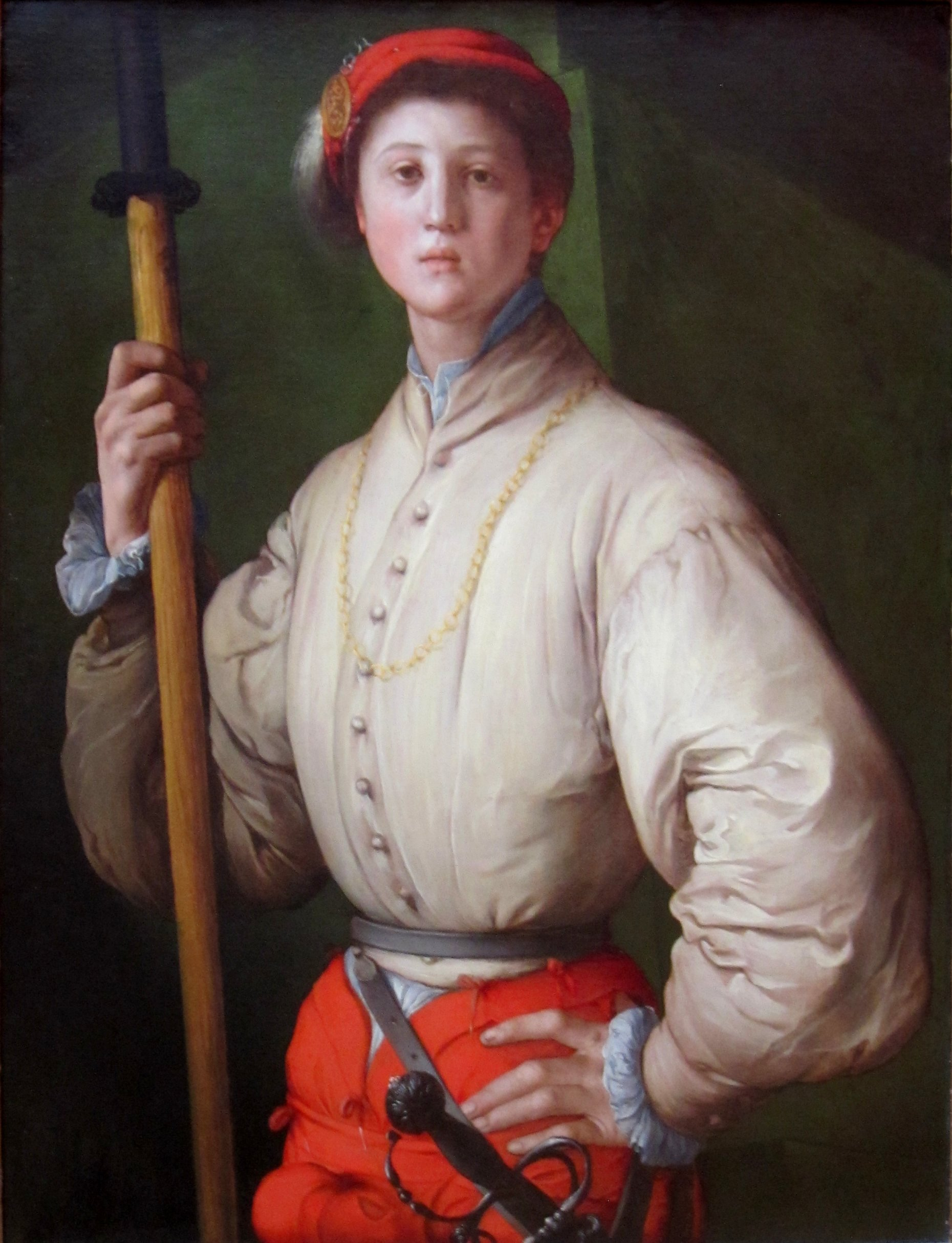
Portrait d'un hallebardier (1530), Pontormo, J. Paul Getty Museum, Los Angeles
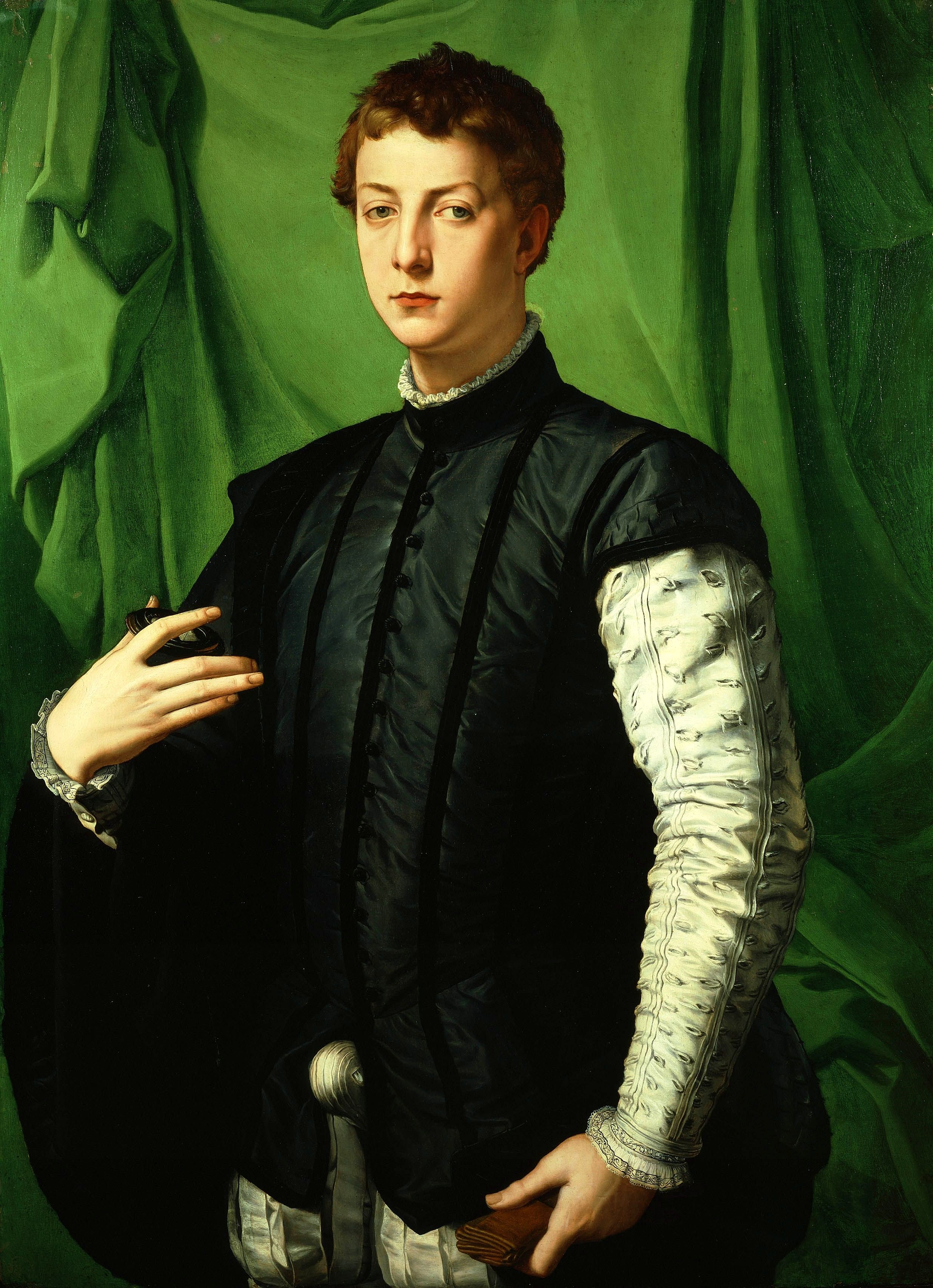
Portrait de Lodovico Capponi le Jeune (1551), Bronzino, The Frick Collection, New York

## Historique
Peint à Florence vers 1530 par Pontormo, le Portrait d'un jeune homme au chapeau rouge est conservé dans les palais de la famille Gerini dans les collections de laquelle il est enregistré en 1759 sous une attribution à Alessandro Allori. Il est vendu sous la même attribution en 1825 au comte de Caledon (en) et transmis à sa descendance. Il est exposé à la National Gallery de Londres en 2008 lors de l'exposition Renaissance Faces: Van Eyck to Titian et réattribué à Pontormo à cette occasion par Francis Russel qui le publie dans le Burlington Magazine,. Il reste en prêt à la National Gallery jusqu'à son acquisition en 2015 par le collectionneur américain J. Tomilson Hill et fait l'objet d'une interdiction de sortie du territoire jusqu'au rassemblement par la National Gallery de la somme de 30 millions de livres sterling permettant son acquisition,. En 2017, son nouveau propriétaire refuse la transaction estimant que la somme prévue initialement est dévalorisée par la baisse subie par la livre à la suite du Brexit et lui ferait perdre 10 millions de dollars ,. Dans le même temps, la secrétaire d'État à la culture, Karen Bradley refuse d'accorder la licence d'exportation du tableau considéré comme trésor national : J. Tomilson Hill doit le vendre ou le conserver au Royaume-Uni et ne pourra demander à nouveau une licence avant une période de dix ans. Dans l'attente le tableau n'est plus exposé et est conservé dans un stockage à température contrôlée. À la demande des musées britanniques et internationaux, une licence temporaire est accordée et le Portrait d'un jeune homme au chapeau rouge est présenté au cours de l'été 2018 au palais Pitti de Florence, à la fin de cette même année à la Morgan Library de New York et début 2019 au Getty Museum de Los Angeles.

## Composition
Le tableau, une peinture à l'huile sur panneau de bois de 92,1 × 73 cm, est un portrait à mi-corps représentant le jeune patricien Carlo Neroni, âgé de 18 ans à l'époque du siège de Florence. Il est vêtu d'un justaucorps de cuir noir sur une chemise grise aux larges manches bouffantes et porte un petit chapeau ou bonnet rouge, seule touche de couleur vive sur un tableau au fond d'un vert grisâtre. Sa main gauche, dont l'annulaire montre une fine alliance, est appuyée sur sa hanche et sa main droite dissimule ou extrait une lettre de son justaucorps dont seul le début d'un mot est visible : « Domin [...] » qui pourraient expliquer, selon Carol Plazzotta, conservateur de la National Gallery, le contexte de la commande. Son allure altière, presque martiale, ne dissimule pas son air inquiet. 
Né en 1511, Carlo est le petit-neveu de Diotisalvi Neroni (it) dont les tendances républicaines lui valurent l'exil de Florence. Carlo Neroni épouse en 1530 Catarina, la fille du banquier Giuliano Capponi. Celui-ci est un ardent défenseur des Piagnoni et son frère Niccolò Capponi est un gonfalonnier de la république de Florence. En 1525-1528, Pontormo décore la chapelle Capponi de l'église Santa Felicita de Florence avec une Déposition, chef-d'œuvre du maniérisme, commandée par Lodovico Capponi senior (it). Par la suite son élève Bronzino exécute un portrait à mi-corps de Lodovico Capponi le Jeune étonnamment proche, dans la composition, du portrait de Carlo Neroni. Tout comme le Hallebardier et le Portrait d'un joueur de luth, le Portrait d'un jeune homme au chapeau rouge, est une représentation exemplaire du sentiment républicain dans la Florence renaissante et de l'art du portrait au XVIe siècle.